# Prawo celne (II RP)
Prawo celne (II RP) – dziedzina prawa regulująca zasady i tryb przywozu towarów na dany obszar celny oraz wywozu towarów z obszaru celnego oraz związane z tym prawa i obowiązki osób oraz uprawnienia i obowiązki organów celnych.

## Ustanowienie prawa celnego
Na podstawie rozporządzenia Prezydenta RP z 1933 r. o prawie celnym ustanowione prawo celne, dla którego w 1934 r. ukazały się przepisy wykonawcze, następnie znowelizowane w 1938 r.
Wykonanie rozporządzenia poruczono Ministrowi Skarbu.

## Obszar celny
Polski obszar celny, jak i granica polskiego obszaru celnego (granica celna) obejmowała terytorium Państwa Polskiego i terytorium Wolnego Miasta Gdańska.
Na wodach i drogach przez które przebiegały granica Państwa Polskiego, Rada Ministrów ustaliła granicę celną odmiennie.
Polski obszar celny był jednolity pod względem ustawodawstwa celnego z uwzględnieniem umownego stanu prawnego obowiązującego dla stosunków polsko-gdańskich.

## Wolne obszary celne
Na polskim obszarze celnym ustanowiono wolne obszary celne.
Towary zagraniczne, przywożone do wolnego obszaru celnego a przeznaczone do przechowywania, przeróbki lub obróbki na tym obszarze, nie podlegały należnościom celnym. Towary zagraniczne przeznaczone do spożycia w wolnym obszarze celnym, podlegały odprawie celnej i ograniczeniom przywozowym na ogólnych zasadach, stosowanych przy przywozie towarów z zagranicy. Towary krajowe wywożone do wolnego obszaru celnego, podlegały odprawie celnej i ograniczeniom wywozowym na ogólnych zasadach stosowanych przy wywozie towarów zagranicę.
Wolny obszar celny pozostawał pod kontrolą celną. Wolne obszary celne ustanawiała Rada Ministrów w drodze rozporządzenia.

## Zarząd ceł
Naczelny zarząd ceł na całym obszarze celnym sprawował Minister Skarbu. Organami Ministra Skarbu w zakresie zarządzania ceł były:
- okręgowe władze celne II instancji,
- urzędy celne jako miejscowe władze I instancji,
- Straż Graniczna jako organ powołany do ochrony granicy celnej

### Okręgowe władze celne II instancji
Zakres działania okręgowych władz celnych II instancji oraz ich wewnętrzny ustrój, okręgi i siedziby ustalała w drodze rozporządzenia Rada Ministrów na wniosek Ministra Skarbu.

### Urzędy celne
Urzędy celne ustanawiał i znosił Minister Skarbu. Dla wykonania pewnych czynności celnych Minister Skarbu ustanawiał podurzędy i posterunki celne.

### Straż Graniczna
Organizację, zakres działania i czas urzędowania prawa i obowiązki Straży Granicznej ustalał Minister Skarbu.

## Szczególne uprawnienia władz celnych
Władzom celnym służyło prawo:
- przeprowadzania dodatkowej kontroli celnej wewnątrz kraju, a w szczególności żądania od osób, posiadających towary przeznaczone na zbyt, wyjaśnień o pochodzeniu towarów;
- w przypadkach uzasadnionego podejrzenia przestępstwa celnego – tymczasowego zatrzymania i zajęcia towarów, tymczasowego zatrzymania osób, rewizji osobistej i rewizji pomieszczeń – z zastosowaniem przepisów ustawy karnej skarbowej i kodeksu postępowania karnego;
- wykonywania kontroli celnej przedsiębiorstw i osób, które uzyskały pod pewnymi warunkami zwolnienia od cła, ulgi celne lub inne udogodnienia celne, w celu ustalenia faktu wykonania tych warunków;
- wykonywania kontroli celnej publicznych przedsiębiorstw przewozowych (koleje, poczta, tramwaje, żegluga, lotnictwo, samochody itp.), trudniących się przewozem osób lub towarów przez granicę celną, a w tym celu w szczególności prawo wstępu do środków przewozowych, pomieszczeń i terenów służbowych oraz prawo wglądu do ksiąg i dokumentów, dotyczących, przewozu osób i towarów przez granicę celną;
- rewizji przesyłek nadawanych w granicznym pasie celnym do przewozu przedsiębiorstwom.

## Współudział innych władz
Władze państwowe i samorządowe zobowiązane były współdziałać z władzami celnymi i udzielać im pomocy w zakresie czynności powierzonych władzom celnym.

## Cła i towary

### Cła
Od towarów przywożonych z zagranicy i wywożonych zagranicę pobierane były cła przywozowe i wywozowe. Od towarów przewożonych przez polski obszar celny nie pobierano ceł. Wolne od cła przywozowego były towary, które taryfa celna wymieniała jako wolne od cła. Wolne od cła wywozowego były towary, których taryfa celna nie wymieniała jako podlegające cłu. Taryfa celna określała wysokość ceł dla poszczególnych towarów. Sposób stosowania taryfy celnej określały osobne przepisy.

### Pobieranie ceł
Cło pobierano w biletach Banku Polskiego i polskich monetach zdawkowych. Minister Skarbu zarządzał w drodze rozporządzenia pobieranie ceł w złocie lub w pieniądzach zagranicznych, jak również ustanawiał dopłatę przy uiszczaniu cła w biletach bankowych i monetach zdawkowych (drobne jednostki monetarne).

### Należności celne
Należności celne obejmowały:
- cła przywozowe i wywozowe,
- celne opłaty manipulacyjne,
- dodatkowe celne opłaty manipulacyjne (akcydencje),
- opłaty składowe w urzędowych składach celnych.

### Pojęcie towaru
Towarem w rozumieniu prawa był każdy przedmiot ruchomy, tak nowy jak używany bez względu na swe przeznaczenie.

### Towary celne
Towarami celnymi w rozumieniu prawa były towary, które:
- w przywozie przekroczyły granicę celną,
- w wywozie zostały zgłoszone w urzędzie celnym do wywozu,
- w przewozie tranzytowym znajdują się na polskim obszarze celnym.

Towary celne podlegały kontroli celnej, mającej na celu zabezpieczenie postępowania celnego oraz uiszczenia należności celnych.

## Zwolnienie od należności celnych
Zwolnieniu od należności celnych podlegały:
- przedmioty przeznaczone do użytku zwierzchników państw obcych i ich otoczenia podczas ich pobytu na polskim obszarze celnym pod warunkiem wzajemności:
- przedmioty przeznaczone do użytku służbowego przedstawicielstw dyplomatycznych państw obcych, misji zagranicznych oraz urzędów konsularnych;
- przedmioty przeznaczone do osobistego użytku członków uwierzytelnionych przedstawicielstw dyplomatycznych państw obcych, misji zagranicznych oraz osób korzystających z przywilejów dyplomatycznych na mocy umów międzynarodowych;
- rzeczy potrzebne przy rokowaniach, rozprawach i dochodzeniach władz publicznych lub stanowiące przedmiot postępowania tych władz;
- materiały budowlane, przybory potrzebne do utrzymania ruchu i w ogóle do wykonywania służby na drogach wodnych, łącznikowych torach i stacjach granicznych, które przywoziło z zagranicy państwo sąsiednie, zobowiązane na podstawie umów do utrzymywania dróg i stacji kolejowych na polskim obszarze celnym;
- dokumenty i akta nawet w oprawie;
- sprzęt służący dla potrzeb uzbrojenia i wyekwipowania armii, niewyrabiany w kraju lub wyrabiany w niedostatecznej ilości, oprowadzany z zagranicy bezpośrednio przez władze wojskowe;
- towary będące przedmiotem monopolów państwowych wykonywanych przez Państwo, sprowadzane przez zarządy monopolów z uwzględnieniem umownych postanowień dla monopolów niepozostających w zarządzie państwowym oraz dla monopolów Wolnego Miasta Gdańska;
- obrazy w ramach, rzeźby i inne dzieła artystów polskich;
- ordery i medale nadane przez rządy państw zagranicznych oraz dyplomy i odznaki;
- ryby, foki, wieloryby i inne stworzenia morskie złowione przez polskich i gdańskich rybaków lub przez załogi polskich i gdańskich statków oraz przetwory z tych połowów dokonane na morzu; ze zwolnienia od cła nie korzystały małże i skorupiaki złowione na obcych wodach przybrzeżnych;
- trumny i urny z popiołami zwłok wraz z kwiatami i wieńcami; wieńce i bukiety żałobne przywożone z zagranicy przez osoby przybywające na pogrzeb lub w celu odwiedzenia grobów; wieńce, kwiaty oraz przedmioty.

## Ulgi celne
Minister Skarbu w porozumieniu z Ministrem Przemysłu i Handlu oraz Ministrem Rolnictwa i Reform Rolnych na warunkach wspólnie ustanawianych przyznawał w drodze rozporządzenia:
- zniżki celne lub zwolnienia od cła dla artykułów pierwszej potrzeby, artykułów niezbędnych dla krajowej wytwórczości przemysłowej i rolnej oraz dla artykułów wszelkiego rodzaju w przypadkach, w których szczególne warunki gospodarcze kraju tego wymagały;
- częściowy lub całkowity zwrot cła uiszczonego za zagraniczne surowce, półfabrykaty lub materiały pomocnicze, użyte przy wyrobie towarów wywożonych z kraju, lub za użyte przy ich wytwarzaniu narzędzia i maszyny zagraniczne;
- przywóz bez cła odpowiedniej ilości zagranicznych surowców lub półfabrykatów tego samego rodzaju, jak użyte przy wyrobie towarów z kraju wywożonych.

## Postępowanie celne
Zagraniczne towary przeznaczone do przywozu lub przewozu były zaopatrzone w deklaracje celne nadawcy. Deklaracja celna nadawcy zawierały następujące dane:
- dokładny adres nadawcy i odbiorcy,
- kraj pochodzenia i kraj, z którego towar wysłano bezpośrednio do polskiego obszaru celnego,
- znaki i numery, ilość sztuk, rodzaj opakowania, wagę brutto towarów,
- ilość i rodzaj towarów według norm i nazw w handlu przyjętych,
- wartość towarów.

W przypadku braku deklaracji celnej nadawcy przewoźnik zobowiązany był do sporządzenia zastępczej deklaracji celnej według danych zawartych w dokumentach przewozowych. Od obowiązku przedstawienia deklaracji celnej nadawcy zwolnieni byli podróżni oraz mieszkańcy pogranicza, jeżeli wieźli towary w małym ruchu granicznym.

## Osoby uprawnione do złożenia zgłoszenia celnego
Zgłoszenie celne składała tylko osoba uprawniona do rozporządzania towarem (strona). Za uprawnionego do rozporządzania towarem uważano:
- osobę, która miała towar w bezpośrednim władaniu,
- osobę, która dokumentami wykazała swoje prawo do rozporządzania towarem.

Strona mogła do złożenia zgłoszenia celnego upoważnić:
- agenta celnego lub agencję celną;
- swego pracownika pozostającego u niej w stałym stosunku służbowym, jeżeli strona prowadziła przedsiębiorstwo, dla którego zgłoszony towar był przeznaczony lub przezeń wywożony;
- inną osobę, jeżeli towar nie był przeznaczony na handel.

Strona mogła składać zgłoszenie celne osobiście lub przez swego pracownika tylko wtedy, jeżeli z dokumentów przedstawianych przy odprawie celnej lub innych okoliczności nie wynikało, że zgłoszony towar do niej nie należy.

## Rewizja towarów
Towary zgłoszone do odprawy celnej podlegały rewizji celnej. Rewizja towarów odbywała się w obecności strony. Jeżeli strona zrzekła się w zgłoszeniu prawa asystowania lub nie zjawiła się do rewizji w ustalonym okresie czasu, rewizja odbywała się podczas jej nieobecności.
Strona obowiązana była wykonać na własny koszt i odpowiedzialność wszelkie czynności fizyczne, jakie urząd celny uznał za potrzebne do należytego zbadania towarów. Jeżeli przy urzędach celnych istniały siły pomocnicze do wykonywania robót fizycznych, strona miała obowiązek posłużenia się nimi za ustalonym wynagrodzeniem.
Rewizji celnej nie podlegają:
- przedmioty przeznaczone do użytku zwierzchników państw obcych i ich otoczenia podczas ich pobytu na polskim obszarze celnym;
- przesyłki urzędowe adresowane do przedstawicielstw i misji dyplomatycznych oraz konsulatów oraz do osób korzystających z przywilejów dyplomatycznych, opatrzone pieczęcią urzędową ministerstwa spraw zagranicznych państwa obcego, przedstawicielstwa zagranicznego Rzeczypospolitej Polskiej lub państwa obcego, Sekretariatu Generalnego Ligi Narodów, Międzynarodowego Biura Pracy, Stałego Trybunału Sprawiedliwości Międzynarodowej w Hadze, Stałego Sądu Rozjemczego w Hadze lub innych stałych instytucji międzynarodowych o charakterze zbliżonym do powyższych instytucji;
- rzeczy przesiedlenia oraz bagaże należące do osób zajmujących stanowiska dyplomatyczne w służbie państw obcych, jak również osób korzystających z przywilejów dyplomatycznych i specjalnych na mocy umów międzynarodowych.

## Wymiar należności celnych
Wymiar należności celnych odbywał się na podstawie wyniku rewizji celnej. Od towarów, które bez wymiaru należności celnych zostały podjęte lub wywiezione zagranicę, urząd celny wymierzał należności po ujawnieniu tego przypadku. Jeżeli rewizji celnej towarów nie było i nie mogła być dokonana, wymiar należności oparty był na dokumentach lub innych danych, stwierdzających rodzaj i ilość towarów. Jeżeli towary przywożone z zagranicy podlegały według osobnych przepisów podatkom pośrednim, opłatom monopolowym lub innym opłatom państwowym albo samorządowym, urząd celny wymierzał równocześnie z należnościami celnymi takie podatki i opłaty na podstawie wyniku rewizji według zasad ustalonych w osobnych przepisach.

## Składy celne oraz ich rodzaje
Zagraniczne towary celne były czasowo przechowywane w składach celnych bez uiszczenia należności celnych. Składy celne były zakładane także dla przechowywania zagranicznych towarów celnych z góry przeznaczonych do wywozu za granicę (składy tranzytowe).
Składy celne były publiczne lub prywatne.
Publiczne składy celne nie mogły w granicach rozporządzalnej pojemności odmawiać przyjęcia towarów celnych na przechowanie.
Prywatne składy celne służyły tylko do przechowywania towarów należących do właściciela składu. Prywatne składy celne były urządzane także w pomieszczeniach publicznych składów celnych.
Publiczne i prywatne składy celne były przeznaczone do przechowywania towarów wszelkiego rodzaju lub towarów szczególnego rodzaju.